# Moungo
Moungo is een departement in Kameroen, gelegen in de regio Littoral. De hoofdstad van het departement heet Nkongsamba. De totale oppervlakte bedraagt 3.723 km². Er wonen 452.722 mensen in Moungo.

## Gemeenten
Moungo omvat de volgende gemeenten:
- Baré
- Bonaléa
- Dibombari
- Ebone
- Loum
- Manjo
- Mbanga
- Melong
- Mombo
- Nkongsamba
- Penja